# Взяття Чикімула
Взяття Чикімула — було взяттям гватемальського міста Чикімула, здійснене ліберальним полковником Хуаном Премом. Надалі місто використовувалося ліберальним генералом Франсіско Морасаном для подальшого вторгнення вглиб Гватемали 

## Історія
Після перемоги над федеративними військами які вторгнулися в Гондурас і Сальвадор, переможний генерал Морасан в Ауачапані зробив усе можливе, щоб організувати велику армію для вторгнення в Гватемалу. Він попросив уряд Сальвадору надати йому 4000 чоловік, але мусив погодитися на 2000. Коли він був у змозі діяти на початку 1829 року, він послав дивізію під командуванням полковника Хуана Према, щоб увійти на територію Гватемали та взяти під свій контроль місто Чикімула. Наказ Прем виконав, незважаючи на опір ворога, створивши плацдарм для подальшого вторгнення в Гватемалу.